# 阿尔瓦伊达
阿尔瓦伊达，是西班牙瓦伦西亚自治区巴伦西亚省的一个市镇。总面积35平方公里，总人口5951人（2001年），人口密度170人/平方公里。